# Vargas Machuca

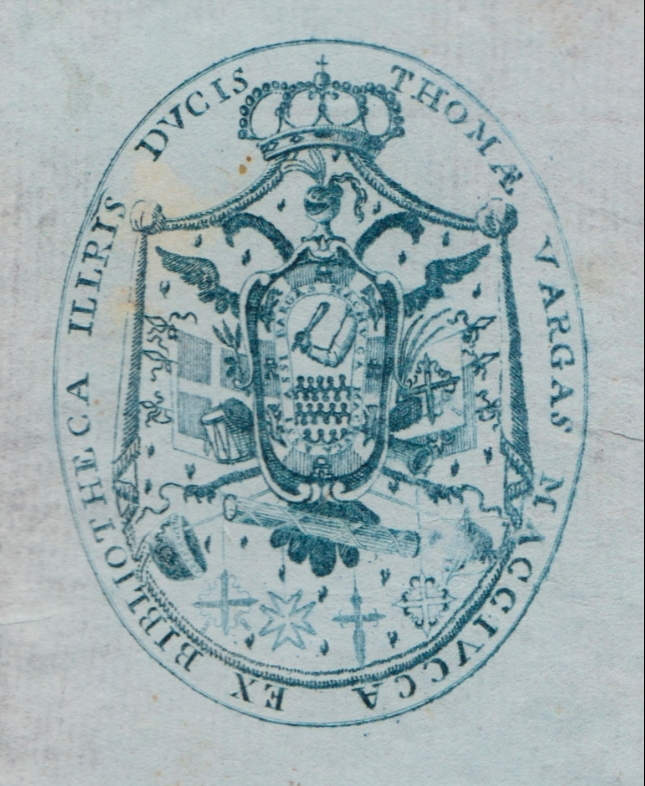
Ex Libris di Tommaso Vargas Macciucca, presente nella biblioteca di famiglia inglobata nel Fondo Ventimiglia del Centro Bibliotecario di Ateneo dell'Università degli Studi di Salerno

La famiglia Vargas Macciucca o Vargas Machuca fu un'antica famiglia nobile di origine spagnola diramatasi poi anche in Italia nel XVII secolo.

## Storia

### Origine
La famiglia Vargas Machuca secondo la tradizione trae le sue origini nelle Asturie, nel nord della Spagna dove in seguito all'invasione araba della penisola iberica si stabilirono nel 700 d.C. i discendenti dei sovrani Goti. Secondo alcune fonti il cognome Vargas deriverebbe dal fiume presso il quale un esponente della famiglia vinse una battaglia. I membri di questa antica famiglia hanno da sempre svolto un ruolo di primo piano nella storia spagnola a partire dal 718 d.C., quando Tomas Luna de Vargas offrì supporto militare a Pelagio di Fafila, il condottiero asturiano che guidò le rivolte contro i musulmani. Nel 1080 Roberto de Vargas combatté al fianco di re Alfonso VI per riconquistare la Castiglia, mentre tre anni dopo nel 1083 fu Juan o Ivan de Vargas ad essere coinvolto nelle battaglie per la conquista di Madrid. L'episodio probabilmente più rilevante nella storia della famiglia è quello che vede protagonista Diego Pérez de Vargas, che durante la battaglia di Jerez del 1231 perse la sua spada, ma riuscì comunque a sconfiggere numerosi nemici grazie ad un semplice ramo d'ulivo e all'incoraggiamento di don Álvaro Pérez de Castro che gli urlò:"Así, Diego, machuca machuca..." ("Così, così Diego maciulla!"). L'episodio fu rilevante non solo perché pare che fu proprio da questo momento che l'appellativo Machuca fu unito al già esistente Vargas, ma anche perché re Alfonso X concesse nel 1267 a Diego Pérez l'inserimento delle armi reali di Castiglia e Leon alla sua insegna.

### Epoca moderna

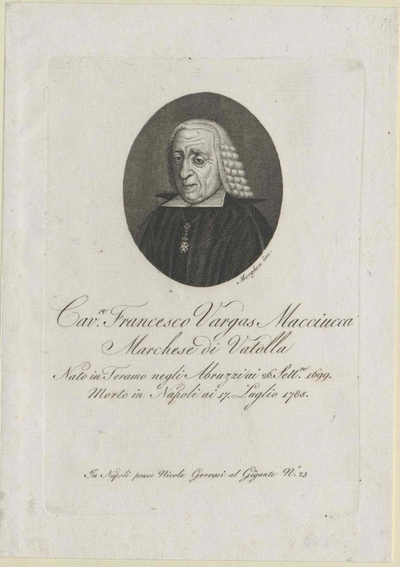
Francesco Vargas Machuca

Al netto delle ricostruzioni, più o meno spurie e di carattere agiografico delle origini dei Vargas Machuca, è possibile affermare che le fortune della famiglia abbiano avuto origine con Juan Crisostomo (1605 o 1606-1677). Juan Crisostomo, nato nel 1606 a La Almunia de Doña Godina, si addottorò in legge presso l'Universidad de Irache (localizzata presso il Monasterio de Santa María la Real de Irache di Ayegui in Navarra) e fu in seguito cattedratico presso l'università di Saragozza. Il suo cursus honorum lo portò a ricoprire vari incarichi di rilievo nella macchina amministrativa dell'Impero spagnolo. Fu nominato luogotenente della Corte del Justicia de Aragón, carica dalla quale era stato rimosso nel 1655 dalla Diputación del General del Reino de Aragón per essersi schierato contro gli interessi locali e a favore della Corona. Filippo IV di Spagna lo ricompensò conferendogli la carica di uditore (1656) e in seguito di avvocato fiscale (1657) della Real Audiencia de Mallorca e poi di consigliere della Real Camera di Santa Chiara, importante organo giurisdizionale del regno di Napoli (1658). Nel regno di Napoli, Juan Crisostomo ricoprì anche l'incarico di governatore della città di Capua. Morì nel novembre del 1677, venendo sepolto il 22 novembre come riportato da Innocenzo Fuidoro nei suoi "Giornali di Napoli". Il Fuidoro menziona Cristoforo (Crisostomo) Vargas Machuca come spagnolo dotto e da bene. Vittorio Spreti, nella sua "Enciclopedia storico-nobiliare italiana" attribuisce ai Vargas Machuca il titolo di marchesi di San Vicente del Barco, concesso nel 1629 a Fadrique de Vargas y Manrique de Valencia. In realtà sembrerebbe che nel 1660 Filippo IV confermò semplicemente i titoli nobiliari già appartenenti a Juan Crisostomo. L'attribuzione del titolo di marchese di San Vicente del Barco appare dubbia dal momento che dopo la morte del primo marchese Fadrique de Vargas y Manrique de Valencia, il titolo passò a Maria Ana de Tapia Vargas Manrique de Valencia y Leiva (nipote del giurista Carlo Tapia) e alla morte di quest'ultima (nel 1679), ai suoi eredi (tra i quali non figura alcun esponente dei Vargas Machuca). I Vargas Machuca si affermano quindi nel regno di Napoli come esponenti di quella nobiltà di toga che si affianca nel viceregno alla nobiltà tradizionale, costituita da funzionari al servizio della corona, provenienti dalla borghesia o dalla nobiltà minore, spesso di origine iberica, trasferitisi in Italia. Il figlio di Juan Crisostomo, Miguel Francisco de Vargas Machuca (1636-1708), fu avvocato fiscale della provincia di Calabria Ultra e giudice della Gran Corte della Vicaria. Il figlio di questi, Tommaso de Vargas Machuca (1669-1755) fu un giurista, preside della Regia udienza di Teramo. Ottenne da Carlo VI d'Asburgo il titolo di duca Vargas Machuca con diploma imperiale datato 20 maggio 1732. Con l'aiuto di suo figlio Francesco de Vargas Machuca (1699-1785) diede vita ad una delle biblioteche più rinomate del Regno di Napoli e fu il primo a regolarne l'uso con un apposito regolamento a stampa e imprimendo un contrassegno con lo stemma della famiglia e il motto "Assi Vargas Machuca" in memoria del suo antenato. Francesco fu inoltre esperto del diritto ma soprattutto uno dei più illustri letterati del suo secolo: molte sue opere sono oggi custodite nella Biblioteca Statale di Montevergine e nella Biblioteca Nazionale di Napoli.
Una sorella di Tommaso de Vargas Machuca, Anna Maria, aveva sposato nel 1695 Francesco Rocca, marchese di Vatolla (morto nel 1735). La coppia ebbe quattro figli, ovvero Giuseppe, Domenico, Crescenzo e Giacinta. Morti gli eredi maschi senza lasciare discendenza, l'ultimogenita Giacinta donò il feudo di Vatolla, con atto datato 30 ottobre 1767 al nipote, il summenzionato Francesco (regio assenso 16 novembre 1767). Il figlio di Francesco, Tommaso, ottenne nel 1788 il titolo di marchese di Vatolla.

### Epoca contemporanea
I membri della casata, come da tradizione, sposarono esponenti di illustri famiglie nobili dell'epoca tra cui i duchi d'Isola, i Caracciolo, i Cervone, i De' Medici, i Filo, i Gaetani e i Vernieri: in questo modo acquisirono ulteriori titoli e proprietà. Il vasto patrimonio immobiliare della famiglia comprendeva proprietà tra il napoletano, il salernitano, il foggiano e il barese. Durante il decennio francese a Napoli (1806-1815) vennero avviate importanti riforme, tra cui l'abolizione della feudalità e la soppressione degli enti ecclesiastici. In questo contesto fu importante il contributo del duca Tommaso Vargas Macciucca (1760-1843), presidente onorario della corte di giustizia di Napoli e responsabile degli affari della Casa Santa di San Giacomo, che si impegnò nella conservazione degli enti e legati spagnoli affinché non si disperdessero tradizioni e patrimoni. Il progetto non si realizzò facilmente soprattutto in seguito al 1808, quando vennero sequestrate le rendite di alcuni nobili spagnoli accusati di aver tramato contro Napoleone. Il duca fu inoltre autore di due opere: "Dell'antiche colonie venute in Napoli"  e "Territorio napoletano antico e nuovo".

## Cultura

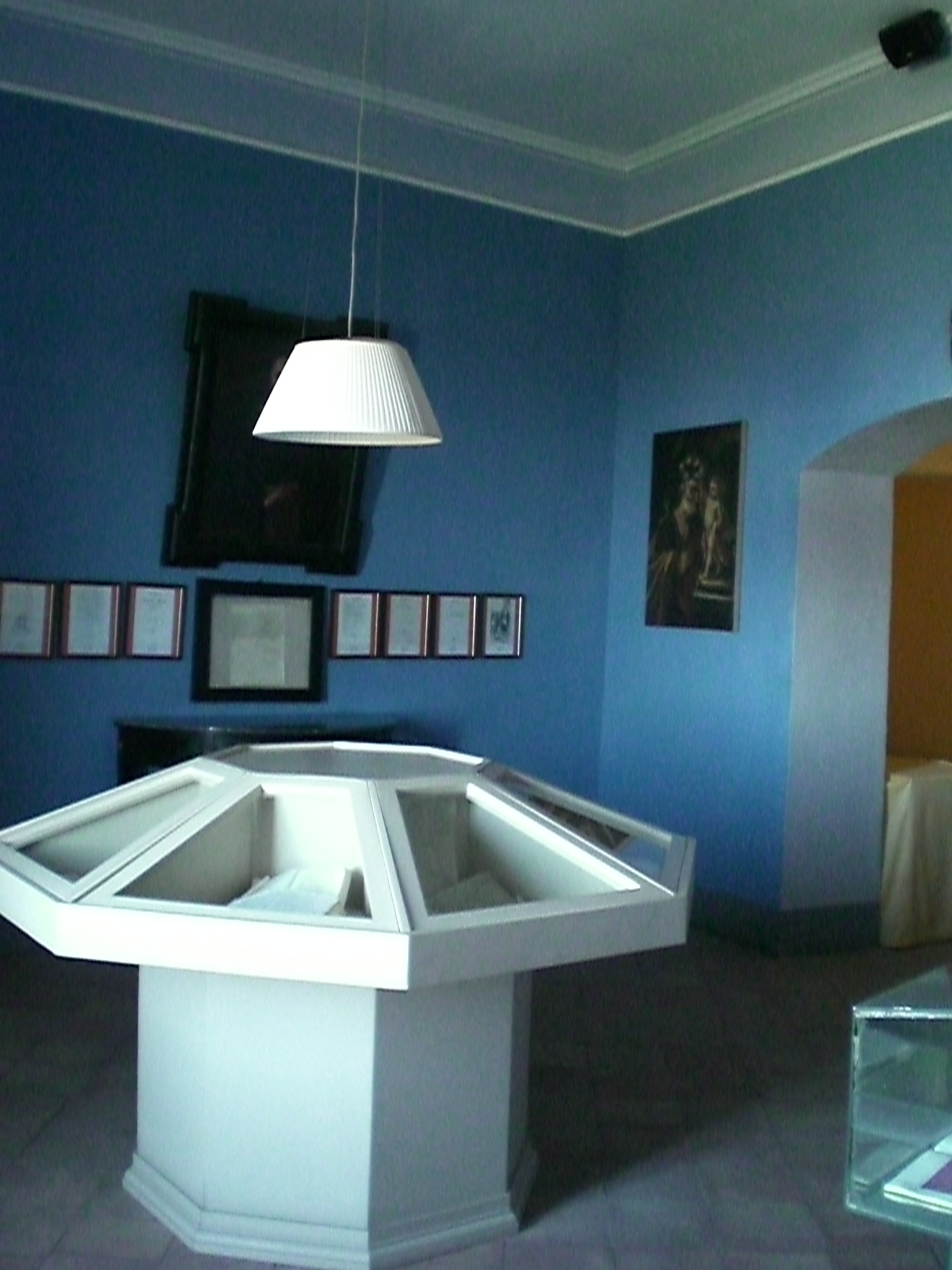
Il Museo Vichiano all'interno del Palazzo De Vargas a Vatolla

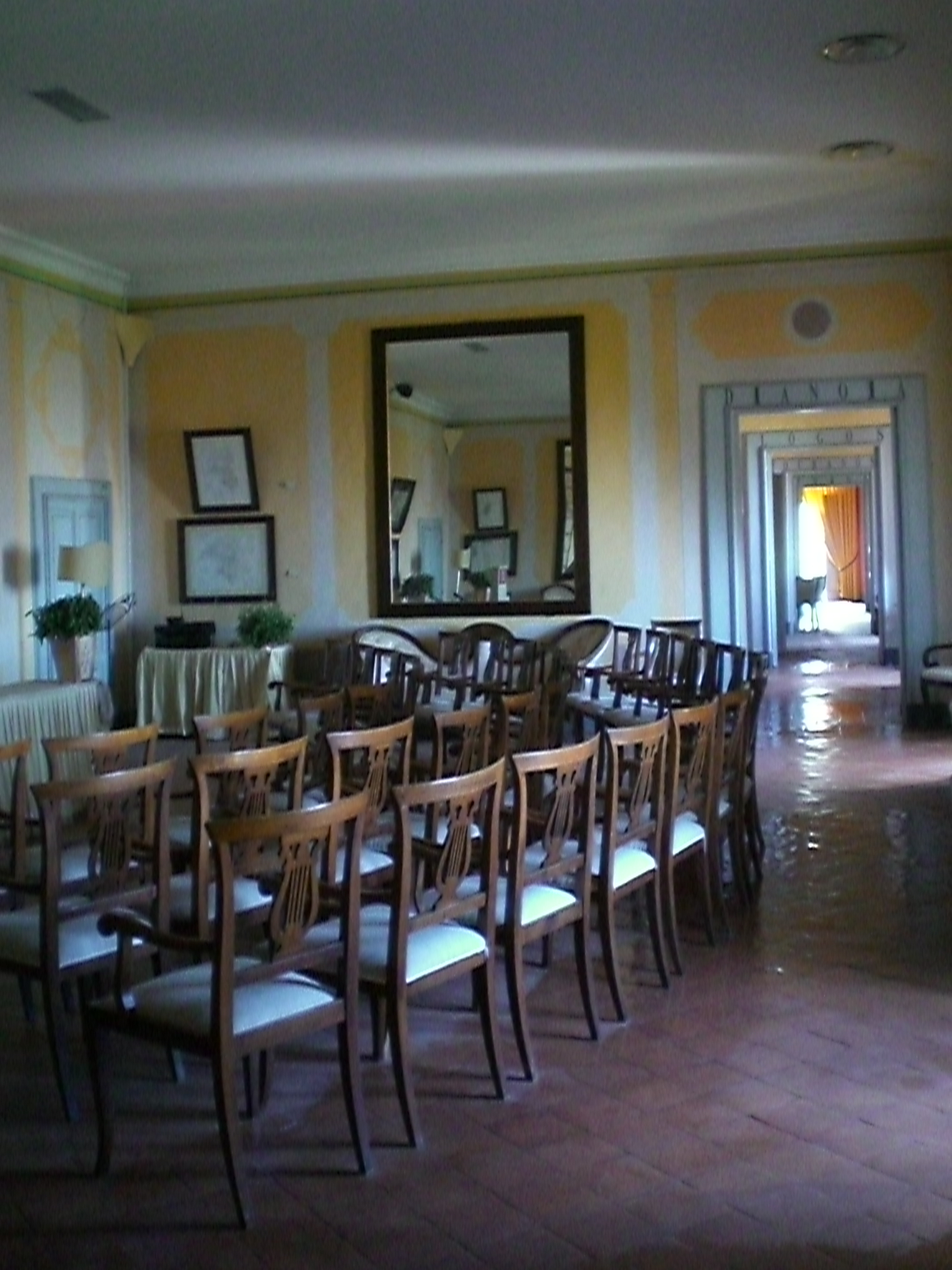
Il Museo Vichiano all'interno del Palazzo De Vargas a Vatolla

Il palazzo Vargas Macciucca di Vatolla costituisce un'importante testimonianza dell'apporto culturale che la famiglia ha impresso sul territorio cilentano. Pare che in età longobarda il palazzo fosse sede dell'Abbazia di San Mango, a cui Vatolla fu assegnata nel 994, e poi della famiglia Sanseverino, baroni del Cilento dal 1110. Quando nel 1660 il feudo fu acquistato dai Rocca, vennero apportate alcune modifiche al palazzo e da quest'epoca sia gli interni che gli esterni pare siano rimasti intatti, anche dopo l'acquisizione della famiglia Vargas Macciucca, a cui oggi è intitolato il palazzo, che ospitò Giambattista Vico per 9 anni (1686-1695), quando giunse a Vatolla come precettore dei figli del marchese Rocca. A Napoli invece venne costruita una cappella gentilizia al cui interno si trova il monumento sepolcrale di Don Pedro Canizzary De Vargas, il mezzo busto di Don Juan Crisostomo De Vargas e un affresco con la Vergine, San Giacomo e alcuni membri della famiglia.

### La biblioteca di famiglia
Nella seconda metà del XIX secolo la famiglia Ventimiglia di Vatolla acquistò la biblioteca privata della famiglia Vargas Macciucca, che comprendeva molti testi rari e opere storiche, soprattutto relative al XVIII secolo. Oggi parte di questo materiale è consultabile presso il Centro Bibliotecario di Ateneo dell'Università di Salerno, grazie alla donazione fatta nel 1973 dagli ultimi discendenti della famiglia Ventimiglia, Antonio Ferrante e Ottavio. Il Fondo Ventimiglia consta di circa 8000 volumi tra cui diversi incunaboli, 140 cinquecentine, 250 seicentine e numerose lettere appartenute agli esponenti della famiglia. Questo materiale fu consultato da Giambattista Vico durante la sua permanenza a Vatolla.
Altre piccole sezioni della biblioteca di famiglia sono conservate, invece, presso la Biblioteca statale di Montevergine, la Biblioteca nazionale di Napoli e la Biblioteca nazionale Marciana di Venezia.